# Aeroportul Burgas
Aeroportul Burgas (IATA: BOJ, ICAO: LBBG) este un aeroport din Burgas, Bulgaria ce deservește zona Burgas. Aeroportul a fost tranzitat în 2022 de 1.643.581 de pasageri. A fost deschis în 1927 și numit după zona deservită.
Situat la o altitudine de 41 m, aeroportul dispune de 1 pistă. Este operat de Fraport⁠(d).

## Infrastructură

### Piste
Aeroportul dispune de o singură pistă. Pista 04/22 are suprafața de beton și dimensiunile  × . 